# HD 102117 b
HD 102117 b는 항성 HD 102117 주위를 도는 외계 행성이다. 질량은 목성의 약 5분의 1 정도이다. 항성으로부터 매우 가까이 자리 잡고 있지만 페가수스자리 51처럼 가까이 있는 것은 아니다. 발견 당시 이 행성은 가장 질량이 작은 외계 천체 중 하나였다.
2004년 앵글로-오스트레일리안 행성 탐사팀은 HD 102117의 존재를 공식적으로 발표했다. 얼마 있지 않아 HARPS 팀도 같은 행성을 찾았다고 발표했다. 두 연구진 모두 시선 속도법을 사용하여 이 행성을 발견했다.